# Poligenie
Poligenia este o interacțiune nealelică între mai multe gene, care determină caractere fenotipice cantitative precum înălțimea, masa corporală, culoarea pielii etc.
Trăsăturilor cu determinism poligenic corespund caracterelor cantitative clasice, spre deosebire de caracterele calitative cu determinism monogenic sau oligogen. În esență, în loc de două opțiuni, cum ar fi pistrui sau fără pistrui, există multe variații, cum ar fi culoarea pielii, părului sau chiar a ochilor.
Genele care contribuie la diabetul de tip 2 sunt considerate a fi mai ales poligene.